# Động đất Landers 1992
Động đất Landers 1992 xảy ra vào ngày 28 tháng 6 với tâm chấn gần thị trấn Landers, California. Trận động đất có độ lớn mô men 7,3, và là trận động đất lớn nhất đã xảy ra trong 48 tiểu bang liền kề Hoa Kỳ trong 40 năm.

## Động đất
Vào lúc 4:57 sáng giờ địa phương (11:57 UTC) ngày 28 tháng 6 năm 1992, một trận động đất độ lớn 7,3 xảy ra ở Nam California. Mặc dù nó không quá lớn như những gì mọi người sẽ nghĩ, nó vẫn là một trận động đất rất mạnh. Sự rung lắc kéo dài hai đến ba phút. Mặc dù trận động đất này mạnh hơn nhiều so với động đất Northridge 1994, những thiệt hại của nó đã được giảm thiểu bởi vị trí của nó ở nơi thưa dân hoang mạc Mojave.
Trận động đất là động đất trượt bằng phải, và liên quan đến vết nứt của vài đứt gãy khác nhau có chiều dài 75 đến 85 km (47 đến 53 mi). tên của những địa điểm liên quan là thung lũng Johnson, Kickapoo (cũng được gọi là Landers), thung lũng Homestead, Homestead/Emerson, thung lũng Emerson và đứt gãy Camp Rock.
Bề mặt vỡ mở rộng 70 km (43 mi), với dịch chuyển ngang tối đa 5,5 m và dịch chuyển dọc tối đa 1,8 m.

### Thiệt hại

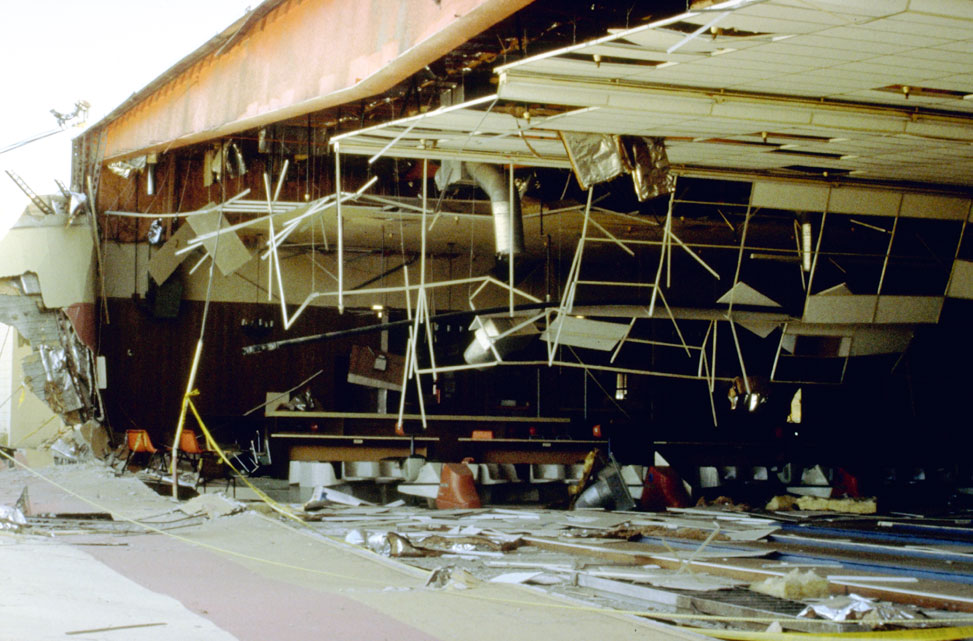
Thiệt hại cho Yucca Làn Bowling trung Tâm từ các trận động đất năm 1992

Khu vực trực tiếp xung quanh tâm chấn thiệt hại nghiêm trọng. Đường bị bẻ cong, các tòa nhà bị sụp đổ. Cũng có những vết nứt bề mặt lớn. Phía tây bồn trũng Los Angeles thiệt hại ít nghiêm trọng hơn nhiều. Phần lớn các thiệt hại tại vùng Los Angeles có liên quan đến các đồ vật bị rơi khỏi kệ. Không giống như những động đất Northridge 1994 19 tháng rưỡi sau đó, không có cầu cao tốc nào sụp đổ vì tâm chấn ở vùng xa. Điện đã bị vô hiệu hóa với hàng ngàn cư dân, nhưng nói chung đã được khôi phục lại trong vòng hai đến ba tiếng. Cũng đã có một số thiệt hại về nhà cửa do nước bị dịch chuyển từ bể bơi.

Số người thiệt mạng của trận động đất này được tối giảm. Hai người đã chết vì đau tim. Một cậu bé 3 tuổi từ Massachusetts, người đã đến thung lũng Yucca cùng với cha mẹ qua đời khi gạch từ một ống khói sụp đổ vào một phòng khách nơi em đang ngủ  và hơn 400 người bị thương do trận động đất.

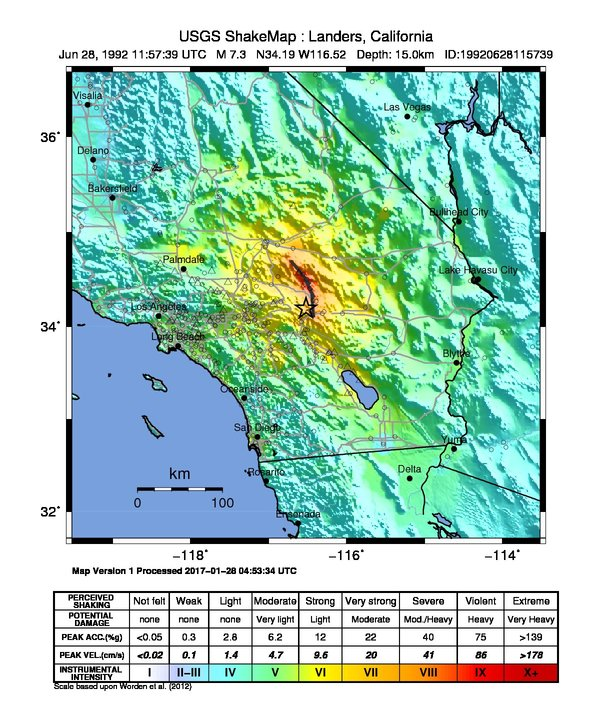
Bản đồ động đất từ USGS

### Sự kiện liên quan
Trận động đất này theo sau trận động đất Joshua Tree 6,1 độ ngày 23 tháng 4 năm 1992, mà nằm ở phía nam tâm chấn của trận động đất Landers trong tương lai. Trận động đất Big Bear 1992 có độ lớn 6,5, xảy ra khoảng 3 giờ sau động đất chính Landers, đã từng được coi là một dư chấn. Tuy nhiên, Cục Khảo sát Địa chất Hoa Kỳ xác định rằng đây là một trận động đất riêng biệt, nhưng có liên quan. Hai trận động đất này được coi là một chuỗi động đất, chứ không phải là một động đất chính và dư chấn. Trận động đất 5,7 độ ở núi Little Skull (APOLLO) ngày hôm sau, ngày 29 tháng 6 năm 1992, lúc 10:14 UTC gần núi Yucca, Nevada, cũng được coi là một phần của chuỗi và có thể đã được kích hoạt bởi năng lượng sóng bề mặt tạo ra bởi động đất Landers. Hoạt động tiền chấn chấn, dưới dạng sự gia tăng đáng kể của những động đất siêu nhỏ, đã được quan sát ở núi Little Skull sau trận động đất Landers, và các hoạt động này tiếp tục cho đến khi trận động đất núi Little Skull chính xảy ra.

### Lý thuyết
Trận động đất Landers và các trận động đất lớn gắn liền với nó trong khu vực Mojave đã được cho là có hai xu hướng lâu dài. Một trong số đó là đứt gãy San Andreas có thể đang trong quá trình thay thế làm ranh giới (giữa mảng Bắc Mỹ và mảng Thái Bình Dương) bởi một xu hướng mới qua Mojave và đông nam của dãy núi Sierra Nevada. Xu hướng còn lại là những trận động đất này đã biểu hiện sự phát triển của sự tách ra đến từ Vịnh California. Nghiên cứu đang diễn ra.